# Cámara de imagen térmica
Una cámara de imagen térmica (coloquialmente conocida como TIC) es un tipo de cámara termográfica utilizada en la lucha contra incendios. Al representar la radiación infrarroja como luz visible, estas cámaras permiten a los bomberos ver las zonas de calor a través del humo, la oscuridad o las barreras permeables al calor. Las cámaras de imagen térmica suelen ser portátiles, pero pueden integrarse en otros equipos, como cascos y equipos de respiración autónomos. Están construidas con carcasas resistentes al calor y al agua, y son robustas para soportar los riesgos de las operaciones en el parque de bomberos, a menudo cumpliendo los requisitos de la NFPA 1801, Norma sobre cámaras de imagen térmica para el servicio de bomberos.
Aunque son equipos caros, su popularidad y adopción por parte de los bomberos en Estados Unidos está aumentando notablemente debido a la mayor disponibilidad de subvenciones gubernamentales para equipos tras los atentados del 11 de septiembre de 2001. Las cámaras de imagen térmica captan el calor corporal y se utilizan normalmente en casos de personas atrapadas en lugares donde los equipos de rescate no pueden encontrarlas.

## Construcción

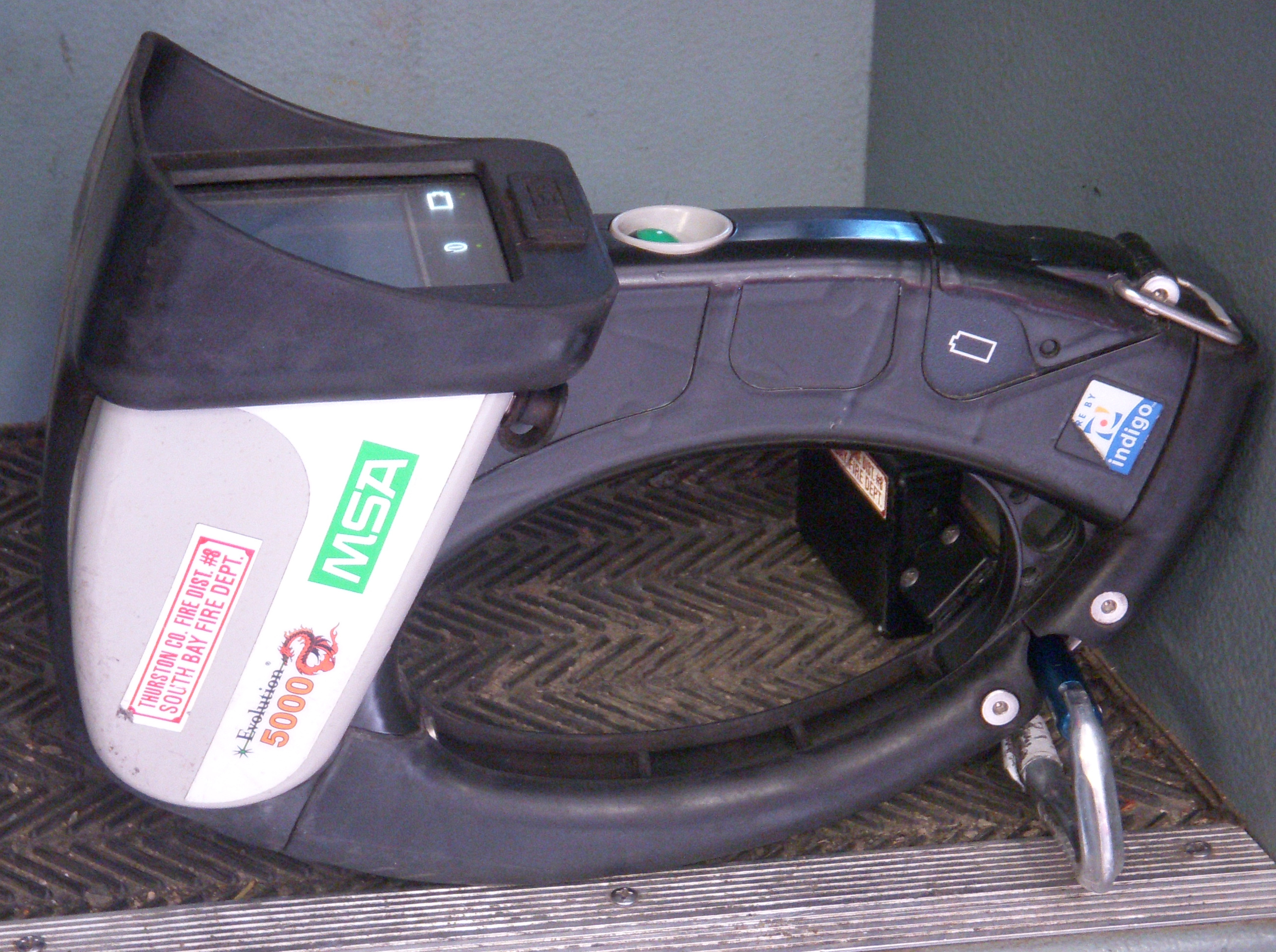
Una cámara de imagen térmica portátil

Una cámara de imagen térmica consta de cinco componentes: un sistema óptico, un detector, un amplificador, un procesador de señales y una pantalla. Las cámaras de imagen térmica específicas para el servicio de bomberos incorporan estos componentes en una carcasa resistente al calor, robusta e impermeable. Estas piezas trabajan juntas para convertir la radiación infrarroja, como la que emiten los objetos calientes o las llamas, en una representación de luz visible en tiempo real.
La pantalla de la cámara muestra los diferenciales de salida de infrarrojos, por lo que dos objetos con la misma temperatura parecerán tener el mismo "color".Muchas cámaras de imagen térmica utilizan la escala de grises para representar objetos a temperatura normal, pero resaltan las superficies peligrosamente calientes con colores diferentes.
Las cámaras pueden ser portátiles,montadas en el casco,o integradas en otros equipos, como un ERA. Una cámara portátil requiere una mano para colocarla y manejarla, lo que deja sólo una mano libre para otras tareas, pero puede transferirse fácilmente entre bomberos. La mayoría de las cámaras de imagen térmica que se utilizan en el cuerpo de bomberos son modelos portátiles.
La división de Investigación de Incendios del Instituto Nacional de Estándares y Tecnología es la principal agencia gubernamental que desarrolla estándares de rendimiento para las cámaras de imagen térmica de los servicios de bomberos de Estados Unidos, aunque el Laboratorio de Visión Nocturna del Ejército de EE. UU. ha contribuido a este esfuerzo. Las recomendaciones preliminares sobre el terreno incluyen advertencias visibles de batería baja, capacidad para soportar la inmersión total en agua y capacidad para proporcionar lecturas visuales significativas más allá de los 1.100 °C (2.000 °F).

## Utilización

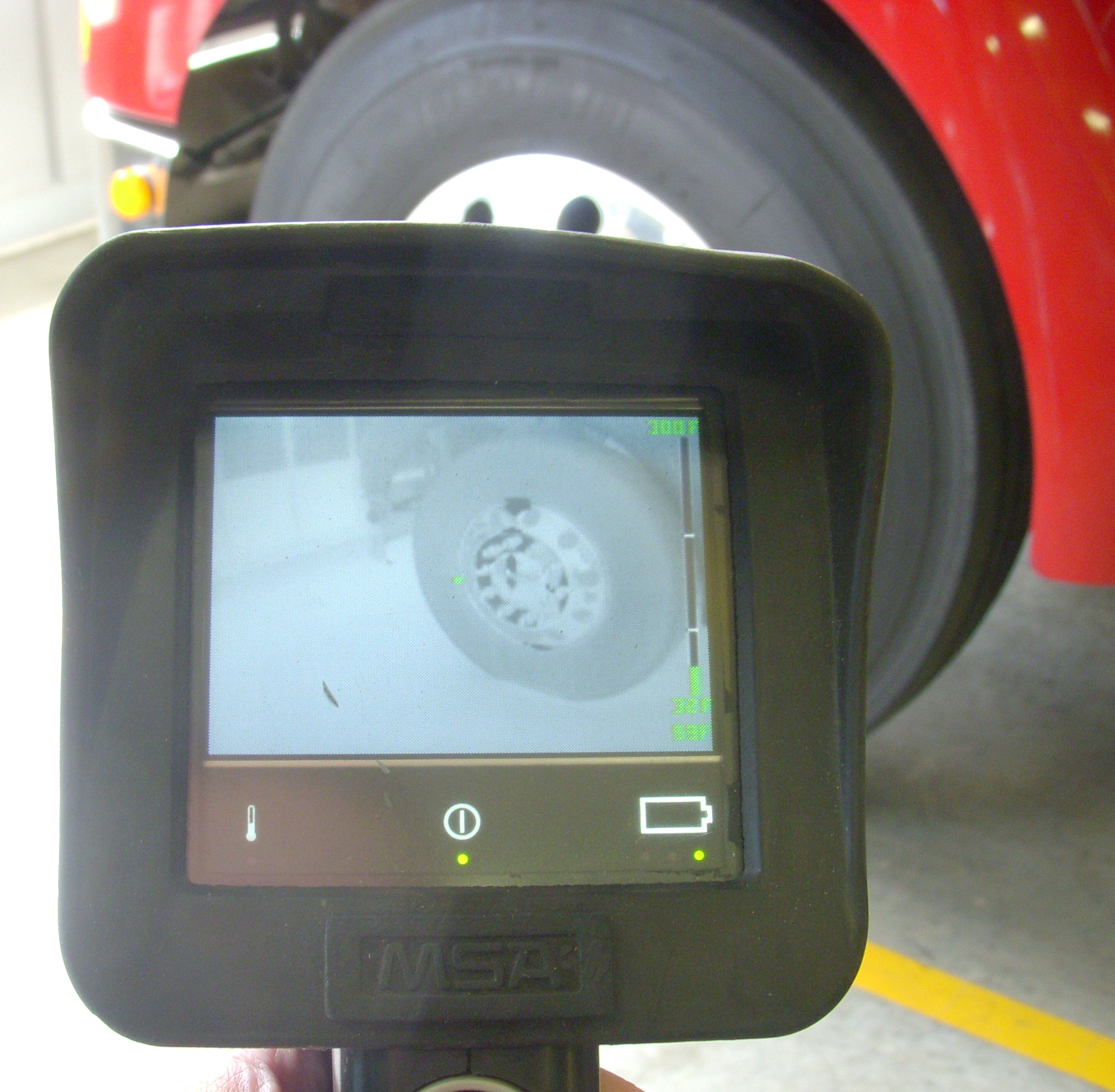
Vista de un neumático de camión a través de una cámara de imagen térmica

Dado que las cámaras de imagen térmica pueden "ver" a través de la oscuridad o el humo, permiten a los bomberos encontrar rápidamente el foco de un incendio estructural o ver la firma térmica de víctimas ocultas visualmente. Pueden utilizarse para buscar víctimas al aire libre en una noche fría, detectar incendios latentes en el interior de una pared o detectar el sobrecalentamiento del cableado eléctrico. Ya en 1999 se atribuyó a las cámaras de imagen térmica el mérito de salvar varias vidas al año mediante la identificación de víctimas y su retirada en condiciones de baja visibilidad.
Además de la capacidad de ver a través del humo denso, las cámaras de imagen térmica también pueden ver materiales en combustión espontánea de bajo nivel. En un caso documentado, se utilizó una TIC para aislar un punto caliente humeante en una instalación de almacenamiento de grano; al aislar y retirar únicamente el grano afectado, se salvó el 75% de la cosecha almacenada. En otro, los bomberos de Tennessee utilizaron una cámara de imagen térmica para detectar un incendio oculto en el interior de un lecho de ferrocarril de ceniza, lo que supuso una reducción de costes estimada en 500.000 dólares.También se ha informado de que las cámaras de imagen térmica son especialmente útiles para combatir incendios en aislamientos de celulosa,y para determinar si es seguro volver a entrar en una estructura después de apagar un incendio, los bomberos del condado de Ventura, California, utilizaron sus TIC para encontrar un gato que había quedado sellado dentro de una pasarela durante una construcción.
Los prototipos de cámaras de imagen térmica montadas en casco se dieron a conocer por primera vez en 1992,pero no se publicó una evaluación detallada de su rendimiento en situaciones reales hasta 2007. El modelo evaluado en 2007 pesaba aproximadamente 1,5 libras, lo que suponía un aumento sustancial del peso con respecto a un casco sin adornos. Sin embargo, la posibilidad de "utilizar los dispositivos mientras también tiraban de la manguera y llevaban herramientas"fue recibida favorablemente por los bomberos que evaluaron el producto.
En las pruebas cronometradas, los equipos de bomberos con cámaras montadas en el casco completaron las tareas de búsqueda sustancialmente más rápido, se desorientaron menos y utilizaron menos aire que los equipos con una única cámara de mano, que a su vez obtuvieron mejores resultados que los equipos sin TIC.
Una limitación de estos dispositivos y otros similares ha sido su escasa percepción de la profundidad (al usuario le cuesta juzgar la distancia a la que se encuentran los objetos), lo que aumenta la probabilidad de que el usuario tropiece o se tope con obstáculos, o tenga otros problemas relacionados con la distancia. Otra limitación de la tecnología de infrarrojos es que, como los materiales a la misma temperatura se muestran del mismo color, la pantalla no mostrará muchos detalles que normalmente se ven con luz visible.
Entre los últimos avances se incluye el montaje de cámaras infrarrojas en drones. Uno de los usos de las cámaras térmicas en drones es la detección de anomalías en huertos solares. Mientras que los diagnósticos manuales llevarían semanas, el uso de cámaras térmicas en drones lleva días.

## Historia
Aunque la tecnología de imágenes térmicas se utiliza desde hace tiempo en aplicaciones militares y policiales especializadas, su aceptación por parte del cuerpo de bomberos se ha visto obstaculizada por el coste de las cámaras. "La primera vida civil documentada que se salvó gracias a la tecnología de imagen térmica fue tras la explosión de gas de Putney, en Londres, en 1985". Aunque se convirtió rápidamente en un estándar en la lucha contra incendios naval tras el hundimiento del HMS Sheffield, la imagen térmica siguió siendo un equipo especializado en los servicios de bomberos civiles hasta la década de 1990. El Departamento de Bomberos de Seattle adquirió su primera cámara de imagen térmica en 1997, por un coste de 16.000 dólares.
En 2000, Los Angeles Times calificó la cámara de imagen térmica como "quizá el mejor avance en equipamiento para bomberos de los últimos 25 años, y el más caro". Los cuerpos de bomberos han recurrido a diversas fuentes y métodos para financiar las cámaras de imagen térmica, como presupuestos directos, subvenciones y donaciones benéficas, entre otros. Un jefe de bomberos observó que los mismos problemas de costes afectaron a las adquisiciones de ERA durante su adopción inicial.
En 2001, la Agencia Federal para la Gestión de Emergencias (FEMA) comenzó a conceder subvenciones en el marco de la Ley de Mejora de la Inversión y la Respuesta de los Bomberos (FIRE), que proporcionó 100 millones de dólares a las agencias de bomberos estadounidenses durante ese año fiscal. Muchos departamentos utilizaron estos fondos para adquirir cámaras de imagen térmica. Sin embargo, sustituir una cámara de imagen térmica dañada puede suponer un reto considerable para un departamento que adquirió la cámara fuera del proceso presupuestario normal.
A medida que los departamentos comenzaron a adquirir cámaras de imagen térmica, éstas se asignaron normalmente a unidades especializadas, como las compañías de rescate pesado y de camiones. Las cámaras de imagen térmica se asignan de forma rutinaria a los Equipos de Intervención Rápida, para permitirles alcanzar y liberar de forma más eficaz a los bomberos atrapados.Desde 2003, el NIOSH ha reconocido que la falta de una cámara de imagen térmica correctamente utilizada es un factor evitable que contribuye a las lesiones y muertes de los bomberos,y el hecho de que no se utilizara una cámara de imagen térmica se citó en un informe del NIOSH de 2005 como factor que contribuyó a la muerte en acto de servicio en 2004 del bombero de Houston Kevin Kulow. Una de las recomendaciones del equipo de evaluación y revisión posterior al incidente del incendio de Charleston Sofa Super Store fue "la compra de un modelo estándar de cámara de imagen térmica para cada compañía de motores y escaleras".